# (30996) 1995 UH4
1995 UH4 (asteroide 30996) é um corpo celeste localizado no Cinturão de Asteroides, localizado entre Marte e Júpiter. Possui uma excentricidade de 0.14424710 e uma inclinação de 8.77864º.
Este asteroide foi descoberto no dia 20 de outubro de 1995 por Takeshi Urata em Oohira.